# فیرفیلد، شهرستان مونمووث، نیوجرسی
فیرفیلد (به انگلیسی: Fairfield) یک منطقهٔ مسکونی در ایالات متحده آمریکا است که در هاوول، نیوجرسی واقع شده‌است. فیرفیلد ۲۷٫۱۳ متر بالاتر از سطح دریا قرار دارد.